# Juan Pablo Pino
Juan Pablo Pino (Cartagena, 30 maart 1987) is een Colombiaans betaald voetballer. Hij speelt op het middenveld maar kan ook in de aanval uit de voeten. In 2007 kwam hij uit voor Monaco. In 2008 werd hij verhuurd aan Charleroi waar hij weinig kans kreeg om te spelen. In 19 juli 2010 werd hij verkocht voor €3 miljoen door Monaco aan Galatasaray. Daar tekende hij een contract voor de periode van drie jaar. In 2009 debuteerde hij ook voor de nationale ploeg van Colombia.

## Spelerstatistieken
| seizoen | club                   | land                   | competitie     | wed. | goals |
| ------- | ---------------------- | ---------------------- | -------------- | ---- | ----- |
| 2004/07 | Independiente Medellín | Vlag van Colombia      | Copa Mustang   | 40   | 4     |
| 2006/07 | Monaco                 | Vlag van Monaco        | Ligue 1        | 8    | 0     |
| 2007/08 | Monaco                 | Vlag van Monaco        | Ligue 1        | 16   | 0     |
| 2008    | → Charleroi (huur)     | Vlag van België        | Eerste Klasse  | 4    | 0     |
| 2008/09 | Monaco                 | Vlag van Monaco        | Ligue 1        | 23   | 6     |
| 2009/10 | Monaco                 | Vlag van Monaco        | Ligue 1        | 14   | 0     |
| 2010/11 | Galatasaray            | Vlag van Turkije       | Süper Lig      | 19   | 3     |
| 2011/12 | → Al-Nassr (huur)      | Vlag van Saoedi-Arabië | Premier League | 13   | 5     |
| 2012/13 | Mersin Idman Yurdu     | Vlag van Turkije       | Süper Lig      | 0    | 0     |
| 2012/13 | Olympiakos Piraeus     | Vlag van Griekenland   | Super League   | 3    | 0     |
| 2013/14 | Independiente Medellín | Vlag van Colombia      | Copa Mustang   | 0    | 0     |
| Totaal: |                        |                        |                | 140  | 18    |

2 Diallo ·
3 Benhaïm ·
5 Squillaci ·
8 Danic ·
9 Raspentino ·
10 Houri ·
11 Brandão ·
12 Keita ·
13 Koné ·
14 Mostefa ·
15 Oniangué ·
16 Leca ·
17 Peybernes ·
18 Cahuzac  ·
19 Ngando ·
23 Djiku ·
24 Jebbour ·
28 Marange ·
29 Cioni ·
30 Vincensini ·
33 Coulibaly ·
Coach: Printant